# Adrienn Hormay
Adrienn Hormay, née le 7 octobre 1971 à Pécs, est une escrimeuse hongroise pratiquant l'épée. Elle a notamment remporté le titre européen lors des championnats d'Europe d'escrime 2008 à Kiev.

## Palmarès
- Championnats du monde
  -  Médaille d'or par équipe aux championnats du monde 2002 à Lisbonne
  -  Médaille d'or par équipe aux championnats du monde 1997 au Cap
  -  Médaille d'or par équipe aux championnats du monde 1995 à La Haye
  -  Médaille d'argent par équipe aux championnats du monde 2005 à Leipzig
  -  Médaille d'argent par équipe aux championnats du monde 1994 à Athènes
  -  Médaille de bronze par équipe aux championnats du monde 2003 à La Havane
  -  Médaille de bronze par équipe aux championnats du monde 2001 à Nîmes

- Championnats d'Europe
  -  Médaille d'or par équipe aux championnats d'Europe 2008 à Kiev
  -  Médaille d'or par équipe aux championnats d'Europe 2002 à Moscou
  -  Médaille d'or par équipe aux championnats d'Europe 2001 à Coblence
  -  Médaille d'argent par équipe aux championnats d'Europe 2007 à Gand
  -  Médaille d'argent par équipe aux Championnats d'Europe 2006 à Izmir
  -  Médaille d'argent par équipe aux Championnats d'Europe 2000 à Funchal
  -  Médaille de bronze par équipe aux championnats d'Europe 1999 à Bolzano